# Мансур Алі (Бангладеш)
Мансур Алі (бенг. মোঃ মনসুর আলী) — державний діяч Бангладеш. Був прем'єр-міністром країни 1975 року. Соратник Муджибура Рахмана.

## Біографія
Народився 1919 року в селі Куріпара, Східна Бенгалія. Закінчив коледж Ісламія в Калькутті, потім здобув ступінь магістра економіки в мусульманському університеті Алігарху. 1951 року влаштувався на роботу до районного суду Пабна і приєднався до політичної партії Авамі Ліг. Наступного року був заарештований за участь в акціях протесту проти утисків бенгальської мови.
Мансура Алі було обрано членом Провінційної Асамблеї Східного Пакистану 1954 року. Потім займав посаду міністра продовольства та сільського господарства, торгівлі й промисловості в коаліційному кабінеті. 1958 року його знову заарештували і протримали під вартою до 1959 року.
Мансур Алі відіграв важливу роль в організації визвольної війни. Після здобуття незалежності він став міністром зв'язку, а потім міністром внутрішніх справ. 1973 року його було обрано членом Національної Асамблеї від Авамі Ліг.
Після убивства Муджибура Рахмана 15 серпня 1975 року влада в країні змінилась. Мансур Алі, Таджуддін Ахмед і ще два національних лідери відмовились приєднатись до повстанців, за що були заарештовані 23 серпня 1975 року. Їх посадили до Центральної в'язниці Даки, де їх було жорстоко вбито 3 листопада 1975 року.